# Harmonie "St. David", Voerendaal
De Harmonie "St. David", Voerendaal is een harmonieorkest met rond 90 spelende leden in Voerendaal, in de Nederlandse provincie Limburg, dat opgericht werd in 1907.

## Geschiedenis
De oorsprong van de harmonie ligt in de oprichting van een zangvereniging in 1902. Op 21 juni 1907 werd het bestaande zanggezelschap omgevormd tot Fanfare "St. David". De fanfare behaalde in haar bestaan vele successen, maar de gedachte aan een harmoniebezetting had het bestuur en de leden echter sinds de oprichting niet losgelaten. Na de nodige voorbereidingen werd in 1932 de fanfare omgevormd tot een harmonieorkest. Deze omvorming en de daaropvolgende Tweede Wereldoorlog waren factoren, die de bloei van de vereniging niet bevorderden.
De grote doorbraak als harmonieorkest vond plaats in de naoorlogse jaren. In 1963 werd de harmonie uitgebreid met een drumband en daarvoor werd Joep Zinzen als instructeur gewonnen. De opmerkelijke resultaten tijdens de deelname aan diverse bondsconcoursen en festivals zijn naast de orkest leden vooral te danken aan de goede dirigenten. In 1969 werd in Tessenderlo (België) een 1e prijs met lof de jury behaald en in hetzelfde jaar in Herten eveneens een 1e prijs in de ereafdeling. Op 22 februari 1975 nom men het nieuwe, zelf gebouwde repetitielokaal Davidsbron in gebruik. Op het Bondsconcours in Ransdaal in 1975 werd met de dirigent Paul Oligschläger een eerste prijs met promotie naar de Afdeling Superieur behaald. In 1976 behaalden zij vervolgens in de Rodahal te Kerkrade de Kampioenswimpel in de Afdeling Ere. In 1976 werd er binnen de vereniging ook een jeugdorkest opgericht. Harmonie St. David nam in 1981 deel aan het concours in Puth–Schinnen en behaalde in de superieure afdeling een 1e prijs.
In juli 1988 nom de harmonie deel aan het grote schuttersfeest in Hannover, Duitsland. Eind 1988 werd Paul Oligschläger als dirigent opgevolgd door Steven Walker. In 1993 nom de drumband voor het 1e keer deel aan het Wereld Muziek Concours te Kerkrade. In 1993 maakte de harmonie een concertreis naar Spanje en verzorgde optredens in Blanes, in de provincie Girona, in Lloret de Mar en Tossa de Mar.
In 1997 werd het repetitie gebouw Davidsbron gesloopt. In 1999 werd er met het Cultureel Centrum de Borenburg een nieuw concertzaal en een nieuwe repetitieruimte in gebruik genomen. In hetzelfde jaar werd ook de dirigent Steven Walker opgevolgd door Jos Dobbelstein, een lid van de Koninklijke Militaire Kapel. In september 2000 vond er het 1ste Galaconcert plaats met als soliste de Voerendaalse sopraan Maria van Dongen en de Maastrichtse bariton Bér Schillings en het bekende Mannenkoor uit Borgharen.
Het honderdjarig Jubileumfeest van Harmonie St. David vond plaats van donderdag 31 mei 2007 tot en met zondag 3 juni 2007 in en rondom het Cultureel Centrum de Borenburg. In 2007 werd er wederom deelgenomen aan het bondsconcours in de Oranjerie Roermond en men behaalde naar de nieuwe indeling een 1e prijs in de 1e divisie.

## Dirigent
- 1937-1947: Dhr. Hanssen
- 1947-19??: Dhr.v. Alphen
- 19??-19??: Giel Stassen
- 19??-1963: Harrie Biessen
- 1963-1967: Nick Muijtjens
- 1967-1973: Pierre Kuijpers
- 1973-1988: Paul Oligschläger
- 1988-1999: Steven Walker
- 1999-2005: Jos Dobbelstein
- 2005-2007: Frank Steeghs
- 2007-2012: Roger Niese
- 2013-heden: Maurice Daemen

## Concertreizen
| Jaar | Land      | Locatie                                                                                       |
| ---- | --------- | --------------------------------------------------------------------------------------------- |
| 1969 | België    | International Concours, Tessenderlo                                                           |
| 1988 | Duitsland | Grote schuttersfeest in Hannover                                                              |
| 1993 | Spanje    | Concertreis met optredens in Blanes, in de provincie Girona, in Lloret de Mar en Tossa de Mar |